# Gare de Troyes

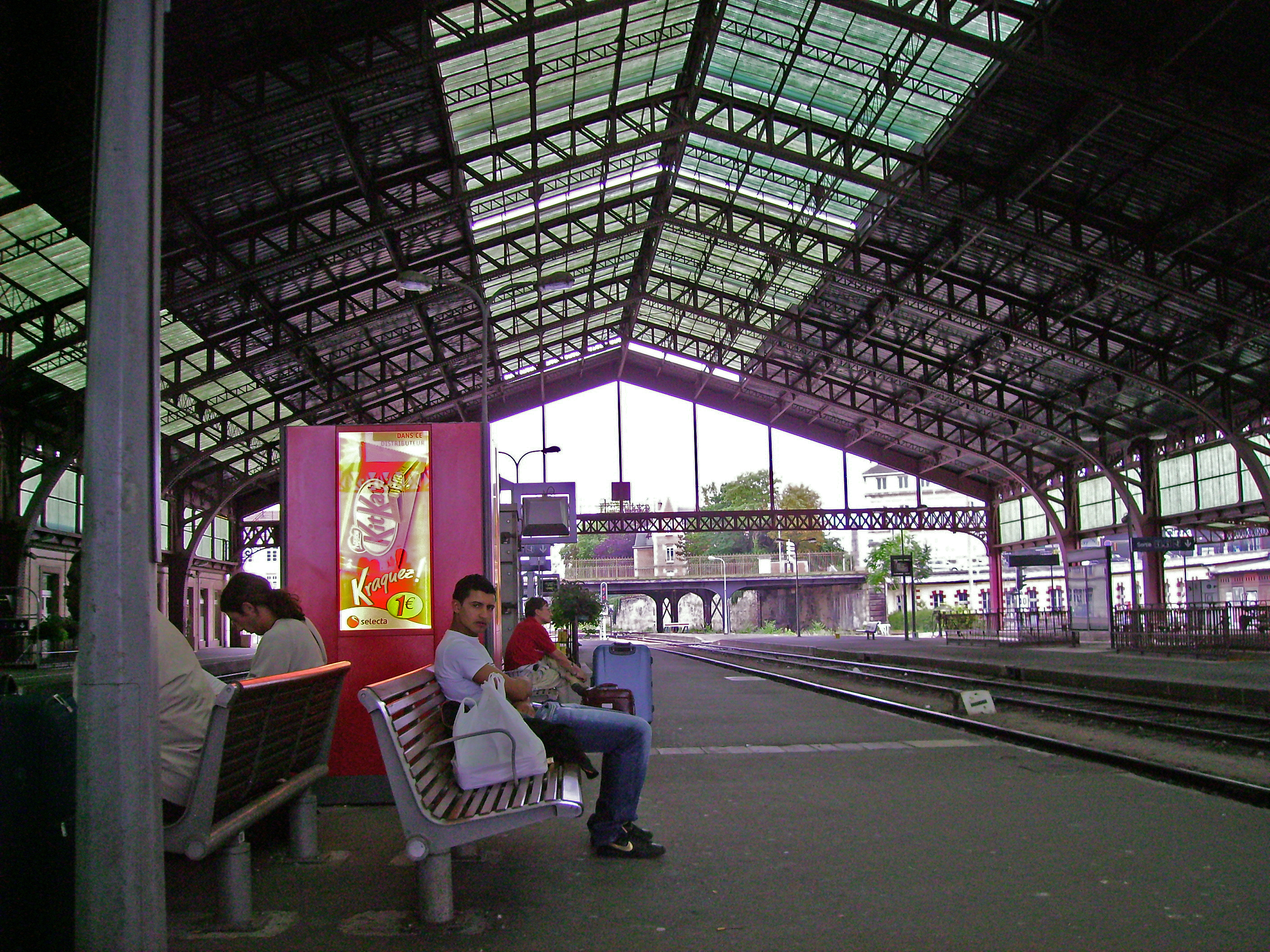
Hala peronowa

Gare de Troyes – stacja kolejowa w Troyes, w regionie Grand Est, we Francji. Znajduje się na linii Paryż – Miluza (linia 4).
Stacja jest obsługiwana przez pociągi Intercités oraz TER Champagne-Ardenne. Troyes jest jednym z nielicznych miast, gdzie na stacji nie ma linii zelektryfikowanej.
| Gare de Troyes                                |  |                                                |
| Linia Paris Est – Mulhouse-Ville (166,193 km) |  |                                                |
| Gare de Barberey-Saint-Sulpice                |  | Gare de Rouilly-Saint-Loup odległość: 8,009 km |